# King Hendrik
Pour plus de détails, voir Fiche technique et Distribution.
King Hendrik (le roi Henri en français) est un film sud-africain de langue anglaise et afrikaans, réalisé par Emil Nofal et sorti le 27 septembre 1965.  

## Genre
Le film est une comédie satirique.  

## Fiche technique
- Producteur : Emil Nofal
- Producteur associé : Jans Rautenbach
- Film en couleur
- Film en langue anglaise  et en langue afrikaans
- Réalisateur : Emil Nofal
- Scénario : Emil Nofal
- Musique : Sam Sklair
- Costumes : Anna Richter-Visser
- Directeur artistique : Ian Macleod
- Directeur de la photographie : Vincent G. Cox
- Montage : Peter Henkel
- Durée : 91 minutes
- Origine :  Afrique du Sud
- Lieux du tournage : Graaff-Reinet, vallée de la désolation, Clifton, Parc national des Golden Gate Highlands
- Sortie en Afrique du Sud: 27 septembre 1965

## Distribution
- Gert van den Bergh : Koos de Wet
- Bob Courtney : Charles Buckley
- Bernadette da Silva : Caroline Murray
- Arthur Swemmer : Hendrik Murray
- Clive Parnell : Larry Thompson, le publiciste
- Tromp Terre'blanche : Herman Lombard, l'ambassadeur sud-africain
- Joe Stewardson : O'Flaherty, le conseiller municipal promu ministre des transports
- Vonk de Ridder : Fanie de Wet
- Marie du Toit : Erika de Wet
- Shirley Firth : Margaret Buckley
- Johan du Plooy : van der Merwe
- Alex Heyns : Campbell
- George Korelin : Ivan Petrogrovich, l'ambassadeur soviétique
- Don Leonard : le douanier
- Willem Loots : Schalk Prinsloo, le fermier qui ne peut plus accéder à ses toilettes externes du fait de la frontière

## Synopsis
La ville (fictive) de Stellendam est sur le point de célébrer son 150e anniversaire mais elle est en difficulté financière depuis qu'une rocade menant vers Le Cap a été construite autour de la ville et détourne la circulation automobile des touristes et des voyageurs d'affaires. Le maire de Stellendam, Charles Buckley, demande au député local, Koos de Wet, d'intervenir auprès du gouvernement pour sauver la ville de la faillite. Le député conseille plutôt au maire d'embaucher un agent en relations publiques pour remettre Stellendam sur la carte et attirer les touristes. 
Un publiciste est alors engagé qui découvre au musée de la ville que la charte d'incorporation de Stellendam à la colonie du Cap, et donc à l'Afrique du Sud, n'a jamais été pleinement signée par les autorités représentant Stellendam et que celle-ci est donc toujours une entité indépendante. Il fait diffuser la découverte dans les journaux sud-africains.  
Le Premier ministre sud-africain demande alors au député de Wet de persuader Charles Buckley de signer la charte d'incorporation. Mais celui-ci refuse d'obtempérer, puis se nomme premier ministre de Stellendam et forme un cabinet en y nommant les membres de son conseil municipal. Il décide aussi de nommer un chef d’État et propose à Koos de Wet, dont la circonscription parlementaire a été en conséquence supprimée par les autorités sud-africaines, d'occuper cette fonction mais ce dernier, loyal à l'Afrique du Sud, rejette la proposition. 
Sur les conseils du publiciste, qui estime qu'une Monarchie serait un atout touristique pour Stellendam, surtout si elle est dirigée par une reine en prenant pour exemple la reine Elisabeth d'Angleterre, la reine Juliana et la princesse Grace de Monaco, Buckley décide de faire rétablir la royauté au cœur de l'Afrique du Sud (alors que ce pays vient à peine de s'ériger en République). Caroline Murray, la fille attrayante du greffier du conseil municipal, semble la candidate idéale. Ce qui nécessite, après quelques palabres, de finalement doter son père du titre de Roi pour qu'elle devienne princesse de Stellendam (et future reine). 
Le nouvel État, qui dépose une demande de reconnaissance à l'ONU, est reconnu par l'URSS, les États-Unis, le Royaume-Uni et l'Afrique du Sud qui y nomment leur ambassadeur. L'une des premières décisions du nouveau royaume est cependant de fermer la rocade de contournement et d'imposer un droit de passage aux voyageurs, provoquant la rupture des relations avec l'Afrique du Sud. Incidemment, les résidents de Stellendam perdent leur nationalité sud-africaine à l'instar de Fanie de Wet, fils de Koos de Wet, le capitaine de l'équipe nationale de rugby, les Springboks, qui, privés de leur pilier, perdent alors leur match contre les All Blacks. 
Stellendam se scinde alors entre les partisans de l'indépendance et ceux du rattachement à l'Afrique du Sud, menant à une parodie de guerre des Boers.

## Évocation des sujets contemporains
Sous la forme comique, le film évoque plusieurs sujets de la vie politique sud-africaine comme la politique raciale (interrogé par un journaliste, le maire déclare vouloir une politique raciale équitable de développement pour que toutes les races progressent ensemble ... mais « bien entendu séparément »), l'absence de services de programmes télévisés en Afrique du Sud (le maire déclare pouvoir prouver l'indépendance de Stellendam en introduisant un service de télévision dans son pays) et les mouvements pacifistes d'opposition (le Black Sash en particulier). Sous la même forme, le film évoque l'histoire sud-africaine (les guerres anglo-boers), les relations internationales, la décolonisation, l'ONU et la guerre froide. 

### Documents multimédias
- Film King Hendrik sur YouTube